# Hipostrakum
Hipostrakum (hypostracum) – najbardziej wewnętrzna, perłowa warstwa muszli mięczaków wytwarzana całą powierzchnią płaszcza, w formie delikatnych płytek wapiennych, zwykle aragonitowych. Nadaje wnętrzu muszli opalizujący połysk.